# Horizont
Horizont var ett svenskt rockband som hade en relativt blygsam karriär, men flera av musikerna ur gruppen har gått vidare till större saker.

Horizont gjorde två album, Horizont, som kom ut 1978, och Andra vyer som kom ut 1979. Låten Förlorar igen fick ett visst genomslag. Gruppen agerade förband till Strix Q under deras Nattfjäril-turné. Med rötterna i hårdrock och fusion-jazz, samt starkt influerade av Genesis, skapade gruppen en melodisk och aningen pompös musik.
Förutom sångaren Tommy Nilsson hade gruppen Jonas Isacsson på gitarr, som med sitt karaktäristiska gitarrspel och musikaliska ådra senare hade stor betydelse för Eva Dahlgrens framgångar i början av hennes karriär. Jonas Isacsson återfinns också på ett flertal av Roxettes album och deltog på deras turnéer världen över. 
Tommy Gällhagen på bas har spelat med bland andra Pugh Rogefeldt, Thomas Lövgren på trummor har spelat med bland andra Gladys del Pilar. Christian Rosenberg, klaviatur, är i dag musikpedagog, körledare, pianist och vokalist. 
Ulf Mattsson var gitarrist när bandet grundades men valde att lämna 1976.   
Bandet återförenades 2022 inför Upplands Väsby´s 70-årsjubileum. Bandet har också hållit kontakt under alla år.

## Diskografi

### LP
- 1978 – Horizont (CBS 83114)
- 1979 – Andra vyer (CBS 83952)

### Medverkan på samlingsalbum
- 1980 – A non smoking generation (CBS 84303)
- 1982 – Tonkraft 1977–1978 (Tonkraft TLP 5–6)
- 2013 – Progglådan

### Singlar
- 1979 – Förlorar igen/Samtal vid horizonten (CBS 7472)
- 1979 – Tänk om du visste/Angelica (CBS 8519)
- 1979 – Medley (promo, CBS PROM 7)